# Friedrich August Cartheuser
Friedrich August Cartheuser ( 1734 en Halle (Sajonia-Anhalt), † 12 de diciembre de 1796 en Wiesbaden-Schierstein) fue un químico y farmacéutico alemán.
Friedrich August Cartheuser era  hijo de Johann Friedrich Cartheuser. Nació en Fráncfort del Óder, donde fue Doctor en Medicina y profesor de Filosofía Natural en la Universidad de Gießen. Más tarde se desempeñó como asesor en temas de minería y geología en el Gobierno.

## Algunas publicaciones
- Elementa mineralogiae systematicae. 1755
- Elementa Oryctographiae. 1755